# Liste der Baudenkmäler in Erlangen/V
Diese Liste ist eine Teilliste der Liste der Baudenkmäler in Erlangen. Grundlage der Liste ist die Bayerische Denkmalliste, die auf Basis des bayerischen Denkmalschutzgesetzes vom 1. Oktober 1973 erstmals erstellt wurde und seither durch das Bayerische Landesamt für Denkmalpflege geführt und aktualisiert wird. Die folgenden Angaben ersetzen nicht die rechtsverbindliche Auskunft der Denkmalschutzbehörde.
Dieser Teil der Liste beschreibt die denkmalgeschützten Objekte in den folgenden Erlanger Straßen:
- Vierzigmannstraße
- Von-der-Tann-Straße
- Von-Wendt-Weg

## Vierzigmannstraße
| Lage                                | Objekt                   | Beschreibung                                                                                                  | Akten-Nr.               | Bild                     |
| ----------------------------------- | ------------------------ | --- | ----------------------- | ------------------------ |
| Vierzigmannstraße 6 (Standort)      | Bürgerhaus, Polizeimauer | Zweigeschossiger Traufseitbau, 1794 Polizeimauer, Anfang 18. Jahrhundert                                      | D-5-62-000-685 Wikidata | Bürgerhaus, Polizeimauer |
| Vierzigmannstraße 6 a (Standort)    | Bürgerhaus, Polizeimauer | Zweigeschossiger Traufseitbau, Sandsteinquader, Anfang 19. Jahrhundert Polizeimauer, Anfang 18. Jahrhundert   | D-5-62-000-686 Wikidata | Bürgerhaus, Polizeimauer |
| Vierzigmannstraße 7 (Standort)      | Gasthaus                 | Dreigeschossiger Traufseitbau, Sandsteinquader, neugotische Fassade, 1899                                     | D-5-62-000-687 Wikidata | Gasthaus                 |
| Vierzigmannstraße 9 (Standort)      | Wohnhaus                 | Zweigeschossiger Traufseitbau, Sandsteinquader, 1847                                                          | D-5-62-000-689 Wikidata | Wohnhaus                 |
| Vierzigmannstraße 10 (Standort)     | Wohnhaus, Polizeimauer   | Zweigeschossiger Traufseitbau, Sandsteinquader, 1831 Polizeimauer, Anfang 18. Jahrhundert                     | D-5-62-000-690 Wikidata | Wohnhaus, Polizeimauer   |
| Vierzigmannstraße 11 (Standort)     | Wohnhaus                 | Zweigeschossiger Traufseitbau, Sandsteinquader, 1854                                                          | D-5-62-000-691 Wikidata | Wohnhaus                 |
| Vierzigmannstraße 12, 14 (Standort) | Wohnhaus, Polizeimauer   | Zweigeschossiger Traufseit-Doppelbau, Sandsteinquader, 1845 bzw. um 1837 Polizeimauer, Anfang 18. Jahrhundert | D-5-62-000-692 Wikidata | Wohnhaus, Polizeimauer   |
| Vierzigmannstraße 13 (Standort)     | Wohnhaus                 | Zweigeschossiger Traufseitbau, Sandsteinquader, 1846                                                          | D-5-62-000-693 Wikidata | Wohnhaus                 |
| Vierzigmannstraße 15 (Standort)     | Wohnhaus                 | Dreigeschossiger Traufseitbau, Sandsteinquader, 1845                                                          | D-5-62-000-694 Wikidata | Wohnhaus                 |
| Vierzigmannstraße 16 (Standort)     | Wohnhaus, Polizeimauer   | Stattlicher zweigeschossiger Traufseitbau, Sandsteinquader, 1839/40 Polizeimauer, Anfang 18. Jahrhundert      | D-5-62-000-695 Wikidata | Wohnhaus, Polizeimauer   |
| Vierzigmannstraße 17 (Standort)     | Wohnhaus                 | Dreigeschossiger Traufseitbau, Sandsteinquader, um 1855                                                       | D-5-62-000-696 Wikidata | Wohnhaus                 |
| Vierzigmannstraße 18 (Standort)     | Wohnhaus, Polizeimauer   | Zweigeschossiger Traufseitbau, Sandsteinquader, 1842 Polizeimauer, Anfang 18. Jahrhundert                     | D-5-62-000-697 Wikidata | Wohnhaus, Polizeimauer   |
| Vierzigmannstraße 20 (Standort)     | Wohnhaus, Polizeimauer   | Zweigeschossiger Traufseit-Doppelbau, Sandsteinquader, 1839/40 Polizeimauer, Anfang 18. Jahrhundert           | D-5-62-000-698 Wikidata | Wohnhaus, Polizeimauer   |
| Vierzigmannstraße 23 (Standort)     | Wohnhaus                 | Zweigeschossiger Traufseitbau, Erdgeschoss Sandsteinquader, 1794/95, Mansarddach des 19. Jahrhunderts         | D-5-62-000-700 Wikidata | Wohnhaus                 |
| Vierzigmannstraße 24 (Standort)     | Wohnhaus                 | Zweigeschossiger Eckbau, Sandsteinquader, 1845                                                                | D-5-62-000-701 Wikidata | Wohnhaus                 |
| Vierzigmannstraße 25 (Standort)     | Wohnhaus                 | Zweigeschossiger Traufseitbau, Sandsteinquader, Erdgeschoss, 1789                                             | D-5-62-000-702 Wikidata | Wohnhaus                 |
| Vierzigmannstraße 27 (Standort)     | Wohnhaus                 | Zweigeschossiger Traufseitbau, Erdgeschoss Sandsteinquader, 1789/90, Mansarddach des 19. Jahrhunderts         | D-5-62-000-703 Wikidata | Wohnhaus                 |
| Vierzigmannstraße 29 (Standort)     | Wohnhaus                 | Zweigeschossiger Traufseitbau, Sandsteinquader, 1792, Mansarddach des 19. Jahrhunderts                        | D-5-62-000-705 Wikidata | Wohnhaus                 |
| Vierzigmannstraße 31 (Standort)     | Wohnhaus                 | Zweigeschossiger Traufseitbau, 1825                                                                           | D-5-62-000-706 Wikidata | Wohnhaus                 |

## Von-der-Tann-Straße
| Lage                              | Objekt                                                         | Beschreibung                                            | Akten-Nr.                         | Bild                                                           |
| --------------------------------- | -------------------------------------------------------------- | ------------------------------------------------------- | --------------------------------- | -------------------------------------------------------------- |
| Von-der-Tann-Straße 11 (Standort) | Ehemaliges Waaggebäude des Proviantamtes der Artilleriekaserne | Um 1901 (Gebäude Nr. 4073); siehe auch Artilleriestraße | D-5-62-000-928 zugehörig Wikidata | Ehemaliges Waaggebäude des Proviantamtes der Artilleriekaserne |

## Von-Wendt-Weg
| Lage                        | Objekt     | Beschreibung | Akten-Nr.       | Bild |
| --------------------------- | ---------- | --- | --------------- | ---- |
| Von-Wendt-Weg 13 (Standort) | Gartenhaus | kleiner, zweigeschossiger Massivbau mit Walmdach, Sandsteinerdgeschoss und verputztem, vorspringenden Obergeschoss, Erdgeschoss 18./frühes 19. Jahrhundert, Umbau und Erhöhung von Rudolf Nein, bezeichnet mit "1926" | D-5-62-000-1478 | BW   |